# Gesine Grande
Gesine Grande (geboren 1964 in Leipzig) ist eine deutsche Psychologin und Gesundheitswissenschaftlerin und Professorin für Psychologie. Sie war Rektorin der HTWK Leipzig und ist seit 2020 Präsidentin der Brandenburgischen Technischen Universität Cottbus-Senftenberg. Sie ist damit die erste weibliche Führungskraft einer deutschen staatlichen Universität, die aus der früheren DDR stammt.

## Ausbildung
Gesine Grande besuchte von 1971 an eine Polytechnische Oberschule und von 1979 bis 1983 eine Erweiterte Oberschule in Leipzig, die sie mit dem Abitur beendete. Danach begann sie an der Universität Leipzig ein Studium der Psychologie, das sie 1988 als Diplom-Psychologin abschloss. Für ihr herausragendes Studienergebnis wurde sie mit dem Georg-Mayer-Preis der Universität Leipzig ausgezeichnet.
1997 erfolgte die Promotion von Grande zum  „Doctor of Public Health“ an der Fakultät für Gesundheitswissenschaften der Universität Bielefeld. Für ihre Doktorarbeit wurde sie mit dem Dissertationspreis der Westfälisch-Lippischen Universitätsgesellschaft ausgezeichnet.
Ihre Habilitation erlangte sie 2012 an der Medizinischen Fakultät der Universität Leipzig, die Lehrbefähigung Venia Legendi erhielt sie für das Fachgebiet „Medizinische Psychologie“.
Seit 1999 ist sie approbierte Psychologische Psychotherapeutin.

## Berufspraxis
Von 1988 bis 1991 war Grande als wissenschaftliche Mitarbeiterin der Universitäts-Frauenklinik Leipzig tätig. Nach der deutschen Wiedervereinigung wechselte sie von 1991 bis 1994 als wissenschaftliche  Mitarbeiterin in verschiedene medizinpsychologische und gesundheitswissenschaftliche Forschungsprojekte an der Universität Essen und der Universität Bielefeld.
Im Zeitraum 1995 bis 2003 arbeitete sie als wissenschaftliche Mitarbeiterin und nachfolgend als wissenschaftliche Assistentin an der Fakultät für Gesundheitswissenschaften, in Arbeitsgruppe Sozialepidemiologie und Gesundheitssystemgestaltung unter der Leitung des renommierten Professors für Gesundheitswissenschaft Bernhard Badura an der Universität Bielefeld.
Im Jahre 2003 folgte sie einer Berufung als Professorin für Psychologie auf eine C2-Stelle an der Fakultät Angewandte Sozialwissenschaften der Hochschule für Technik, Wirtschaft und Kultur (HTWK) nach Leipzig. Mit Jahresbeginn 2014 nahm sie einen Ruf auf die W3-Professur für Prävention und Gesundheitsförderung am Fachbereich 11 der Universität Bremen an.
Ihre wissenschaftliche Arbeit umfasst die Forschungsschwerpunkte Gesundheitssystemanalyse, Patientenorientierung und -beteiligung, Psychokardiologie und kardiologische Rehabilitation. In jüngerer Zeit hat sie gemeinsam mit ihrer Arbeitsgruppe verschiedene Forschungsprojekte in der Gesundheitsförderung und Prävention durchgeführt, mit einem Fokus auf kommunale Gesundheitsförderung, soziale Benachteiligung und die Effekte von Nachbarschaft und Wohnumgebung auf die Gesundheit der Bewohner.

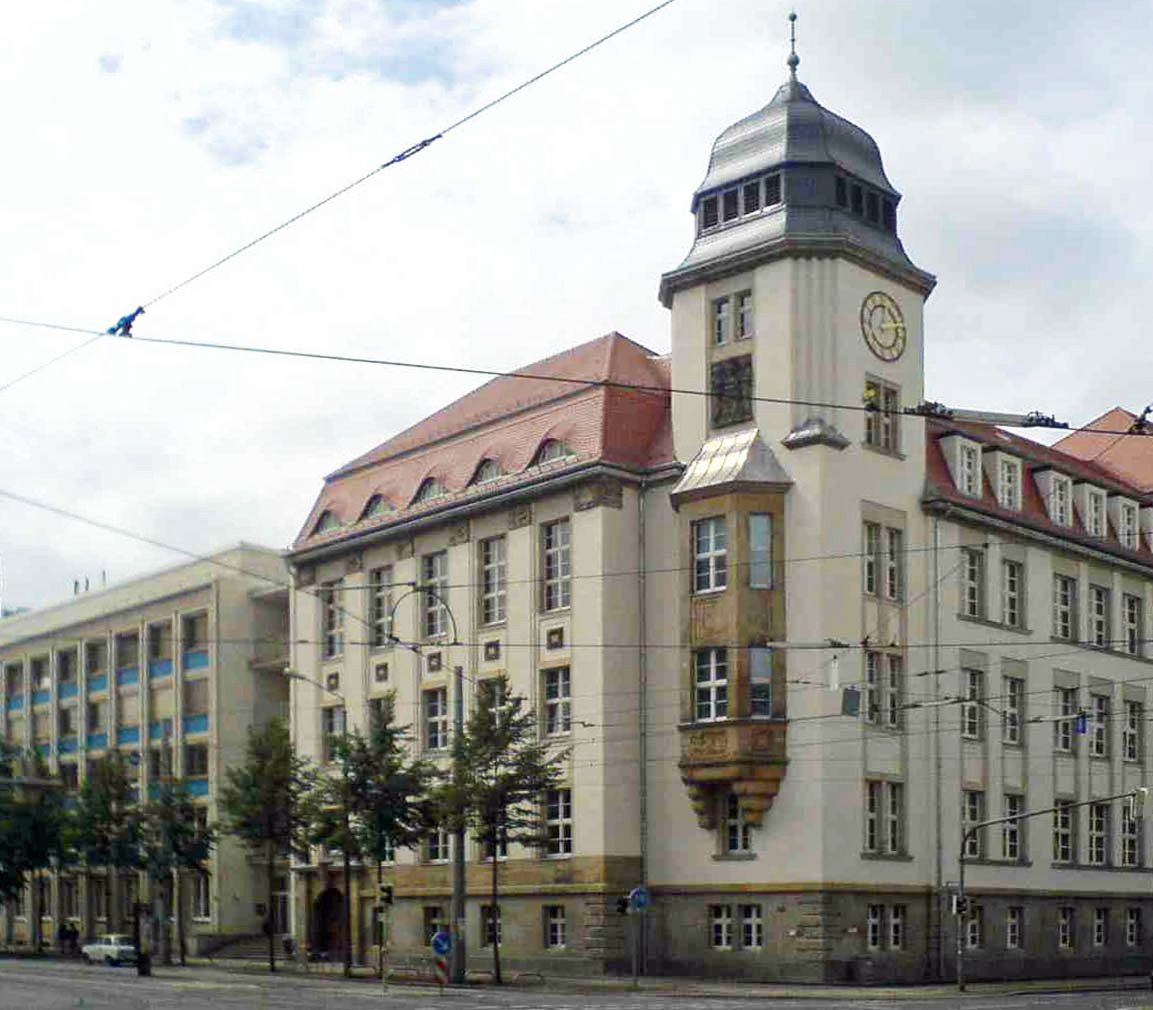
Sitz des Rektors der HTWK Leipzig, Karl-Liebknecht-Straße 132, (Geutebrück-Bau)

Im Sommer 2014 wurde Gesine Grande als siebente Rektorin der HTWK Leipzig für eine Amtszeit von 5 Jahren gewählt – als Nachfolgerin der 2013 verstorbenen Renate Lieckfeldt, deren Amt zwischenzeitlich vom damaligen Prorektor Forschung Markus Krabbes wahrgenommen wurde. Sie trat ihr Rektorenamt zum Wintersemester 2014/2015 an.
Während ihrer Amtszeit wurde eine Reihe von hochschulstrategischen Projekten in Angriff genommen und bearbeitet. Unter anderem wurde der Hochschulentwicklungsplan "HTWK2025" erarbeitet und verabschiedet. Teil der Umsetzung war unter anderem die Stärkung der mathematischen und naturwissenschaftlichen Grundlagenausbildung in den verschiedenen Studiengängen, die Zusammenführung der bestehenden Studiengänge Wirtschaftsingenieurwesen und eine Reform der Fakultätsstruktur, bei der mehrere kleinere Fakultäten zu größeren zusammengeführt wurden. Sie konnte eine in Förderdauer und Umfang deutschlandweit einmalige Stiftung der Deutschen Telekom AG einwerben, die in den Aufbau einer neuen Fakultät an der HTWK Leipzig mündete. Seit der Neugründung der Stiftungsfakultät „Digitale Transformation“ zum 1. Oktober 2019 ist die HTWK Leipzig in sechs Fakultäten gegliedert. Die Amtszeit von Gesine Grande endete zum 30. September 2019. Zuvor hatte der Erweiterte Senat der HTWK Leipzig den Finanzwissenschaftler Mark Mietzner von der privaten Zeppelin Universität Friedrichshafen zum neuen Rektor gewählt (Amtsantritt: 1. Oktober 2019).
Am 16. Juli 2020 wurde Gesine Grande vom Senat der Brandenburgischen Technischen Universität Cottbus-Senftenberg als neue Präsidentin  gewählt und am 14. September 2020 durch die brandenburgische Wissenschaftsministerin Manja Schüle zum 1. Oktober 2020 offiziell ernannt. Sechs Fakultäten, rund 180 Professorinnen und Professoren sowie über 7.000 Studierende gehören zu ihrem Verantwortungsbereich. Mit ihrer Ausrichtung auf Zukunftsthemen wie KI und Cyber Security oder Wasserstofftechnologie gilt die BTU als Motor für den Strukturwandel der Region.

## Hochschul- und Wissenschaftsmanagement (Auswahl)
- Rektorin der HTWK Leipzig (2014–2019)
- Stellv. Vorsitzende der sächsischen Landesrektorenkonferenz, Sprecherin der sächsischen HAW (2018–2019)
- Mitglied Senat der Hochschulrektorenkonferenz und ständige Kommission für Forschung und wissenschaftlichen Nachwuchs der HRK (2018–2019)
- Kuratorium der Stiftung der HTWK Leipzig und Vorstand des Fördervereins der HTWK Leipzig (2014–2019)
- Stellvertretende Vorsitzende Hochschulrat der Hochschule für Telekommunikation Leipzig (seit 2014)
- Kuratoriumsmitglied Forschungs- und Transferzentrum Leipzig e.V. an der HTWK Leipzig (seit 2011)
- Mitglied der Senatskommission für Wissenschaftsentwicklung der HTWK Leipzig (2009–2013)
- Dekanin der Fakultät Angewandte Sozialwissenschaften der HTWK Leipzig (2012–2013)

Sonstige Mandate
- Mitglied im Aufsichtsrat der Leipziger Messe[6]
- Kinder- und Familienbeirat der Stadt Leipzig (2007–2013)
- Beirat VNG AG (2014–2019)
- Klimabeirat der Stadt Leipzig (seit 2016)
- Beirat Nachhaltiges Leipzig (seit 2019)
- Beirat des Statistischen Landesamtes des Freistaates Sachsen (2016–2019)
- Nachhaltigkeitsbeirat des Landes Brandenburg
- Kuratoriumsmitglied der Bundesanstalt für Materialforschung und -prüfung (BAM)
- Kuratoriumsmitglied im Fraunhofer IPMS
- Vereinsvorsitzende des Lausitz Science Networks

## Mitgliedschaften und Auszeichnungen (Auswahl)
- 1988 Georg-Mayer-Preis der Universität Leipzig
- 1997 Dissertationspreis der Westfälisch-Lippischen Universitätsgesellschaft
- Deutsche Gesellschaft für Psychologie
- Deutsche Gesellschaft für Prävention und Rehabilitation von Herz-Kreislauferkrankungen (DGPR), Präsidiumsmitglied 2010–2015
- Deutsche Gesellschaft für Rehabilitationswissenschaften (DGRW), Vorstandsmitglied 2009–2018
- Mitglied im wissenschaftlichen Beirat der Fachzeitschrift „Die Rehabilitation“

## Veröffentlichungen (Auswahl)
- mit Igel, U., Brähler, E., (2010). The influence of perceived discrimination on health in migrants. [Der Einfluss von Diskriminierungserfahrungen auf die Gesundheit von Migranten] Psychiatrische Praxis, 37(4), 183–190. doi:10.1055/s-0029-1223508
- mit Romppel, M., Vesper, J.-M., Schubmann, R., Glaesmer, H., Herrmann-Lingen, C. (2011). Type D personality and all-cause mortality in cardiac patients – Data from a German cohort study. Psychosomatic Medicine, 73 (7), 548–556. doi: 10.1097/PSY.0b013e318227a9bc
- mit Romppel, M., Barth, J. (2012). Association between type D personality and prognosis in patients with cardiovascular diseases: A systematic review and meta-analysis. Annals of Behavioral Medicine, 43 (3), 299–310. doi:10.1007/s12160-011-9339-0.
- mit Schweier, R., Romppel, M., Richter, C., Hoberg, E., Hahmann, H., Schwerwinski, I., Kosmutzky, G. (2014). A web-based peer-modeling intervention aimed at lifestyle changes in patients with coronary heart disease and chronic back pain: sequential controlled trial. Journal of Medical Internet Research 16 (7), e177. doi:10.2196/jmir.3434.
- mit Lipek, T., Igel, U., Gausche, R., Kiess, W. (2015). Obesogenic environments: Environmental approaches to obesity prevention. Journal of Pediatric Endocrinology and Metabolism, 28(5–6), 485–495. doi:10.1515/jpem-2015-0127
- mit Igel, U., Romppel, M., Baar, J., Brähler, E. (2016). Association between parental socio-economic status and childhood weight status and the role of urbanicity. Public Health, 139, 209–211. doi:10.1016/j.puhe.2016.06.013
- mit Schulz, M., Romppel, M. (2018). Built environment and health: A systematic review of studies in Germany. Journal of Public Health (United Kingdom), 40 (1), pp. 8–15. DOI: 10.1093/pubmed/fdw141